# Emmanuel Fries
Pour les articles homonymes, voir Fries.
Emmanuel Fries est un peintre français né à Mulhouse le 17 juillet 1778, décédé le 21 janvier 1852.
Élève de Jean-Baptiste Regnault, il travailla à Mulhouse pour l'industrie du textile.

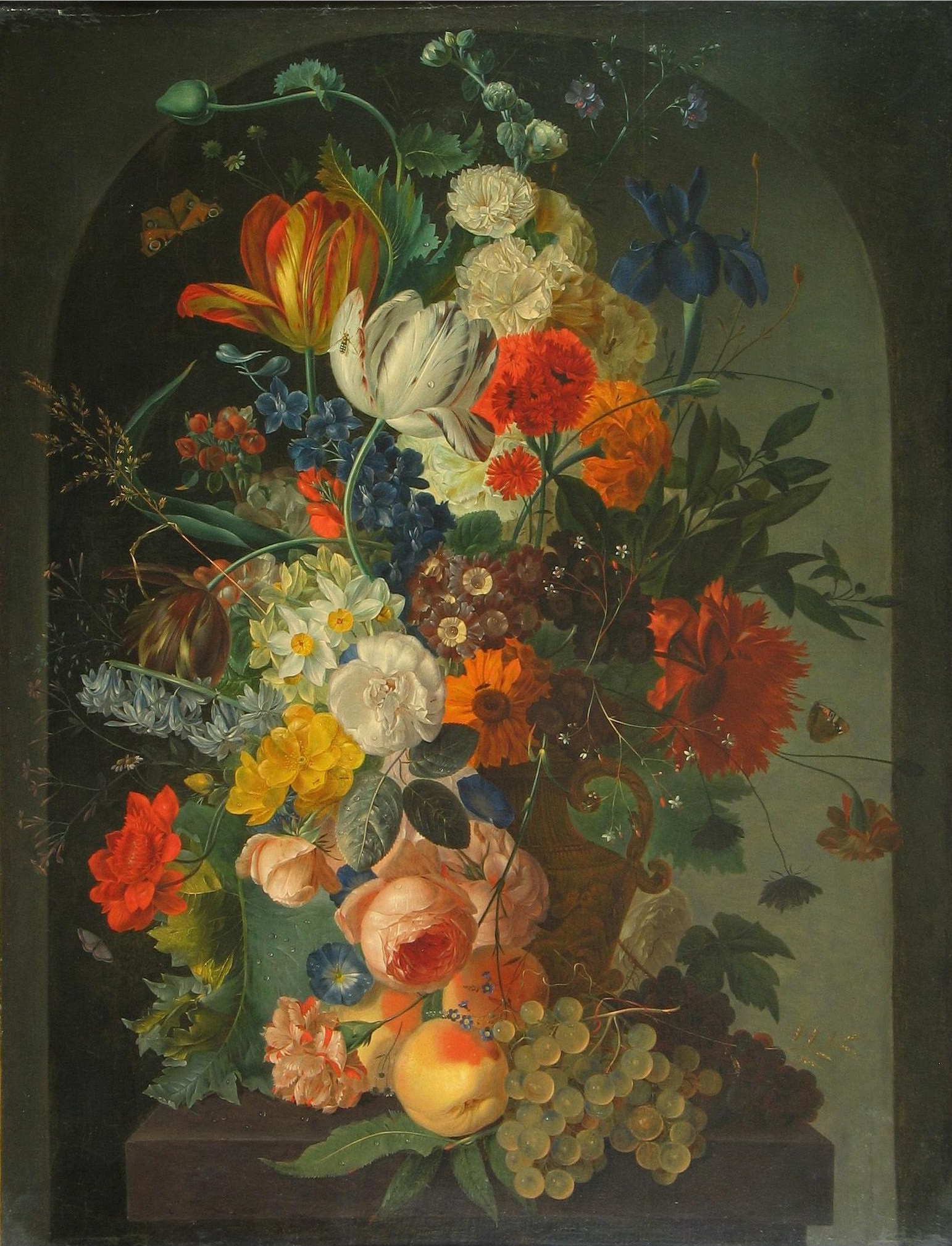
Musée Smidt van Gelder, Anvers

## Généalogie
Son père Emmanuel Fries, docteur en médecine, et sa mère Élisabeth Risler.
Le 9 mai 1800, Emmanuel Fries épousa Barbe Schlumberger (née le 3 janvier 1783, décédée le 29 février 1860), fille de Jean-Ulric Schlumberger, drapier, et de Salomé Spœrlein.
D'où cinq enfants, dont quatre fils et au moins une fille Élisabeth Fries qui épousera le peintre Jean Benner.

## Biographie tirée  de laRevue d'Alsace
« M. Emmanuel Fries, dessinateur et peintre de fleurs, distingué par ses tableaux à l'huile qui figurèrent avec honneur aux expositions de Paris, est né à Mulhouse le 17 juillet 1778.  Doué d'une vocation irrésistible pour l'art de la peinture, il passa environ sept années à Paris pour étudier les œuvres des premiers maîtres, depuis Jean Van Huysum à George Van Spaendonck. Pendant ce temps il fut étroitement lié d'amitié avec M. Grosjean, dont il partageait le logement et les travaux. En 1800, sollicité parla maison Blech, Fries et Cie de Mulhouse, et M. Fries étant son proche parent, il accepta le poste de dessinateur en l'occupant jusqu'en 1824. Il avait été intéressé dans les affaires ,  depuis 1820 à 1824, et en même temps il fit partie de l'édilité de la ville de Mulhouse, comme adjoint au maire. M. Fries, se distingua dans le dessin d'impression , d'abord dans les bordures pour mouchoir et plus tard, quand l'impression au rouleau devint plus générale, de 1816 à 1824, il créa une partie des meilleurs dessins accueillis par la faveur publique. Il termina sa belle carrière à Mulhouse, le 21 janvier 1850. »

— Henri Ledert, « Notice sur les développements du dessin d'impression des toiles peintes en Alsace »,Revue d'Alsace, 1865,  p. 77-78.

## Œuvres
- Anvers, musée Smidt van Gelder, « Bouquet de fleurs dans une niche ».
- Mulhouse, musée des Beaux-arts, Deux natures mortes[2].